# Phyllomimus inversus
Phyllomimus inversus är en insektsart som beskrevs av Brunner von Wattenwyl 1895. Phyllomimus inversus ingår i släktet Phyllomimus och familjen vårtbitare. Inga underarter finns listade i Catalogue of Life.